# Wybory parlamentarne w Finlandii w 2011 roku
Wybory parlamentarne w Finlandii w 2011 roku – odbyły się 17 kwietnia 2011. Wcześniejsze oddanie głosu (tzw. wstępna faza wyborów) było możliwe w dniach od 6 do 12 kwietnia 2011. W wyniku tych wyborów zostało wyłonionych 200 posłów do Eduskunty na nową czteroletnią kadencję.
Według stanu na 1 stycznia 2011 zarejestrowanych było 17 partii politycznych uprawnionych do wystawienia list wyborczych. Osiem z nich posiadało reprezentację parlamentarną w Eduskuncie: Chrześcijańscy Demokraci, Liga Zielonych, Partia Centrum, Partia Koalicji Narodowej, Prawdziwi Finowie, Socjaldemokratyczna Partia Finlandii, Sojusz Lewicy i Szwedzka Partia Ludowa. Spośród posłów kończącej się kadencji blisko czterdziestu nie zdecydowało się ubiegać o reelekcję, wśród nich Sauli Niinistö, przewodniczący parlamentu.
Według wyników po podliczeniu wszystkich oddanych głosów najlepszy wynik uzyskała centroprawicowa Partia Koalicji Narodowej, za nią uplasowała się Socjaldemokratyczna Partia Finlandii, a na trzecim miejscu znalazła się eurosceptyczna formacja Prawdziwi Finowie. Zwycięska w poprzednich wyborach Partia Centrum premier Mari Kiviniemi zajęła czwarte miejsce, tracąc 16 mandatów. Wszystkie ugrupowania reprezentowane dotąd w Eduskuncie utrzymały reprezentację parlamentarną. Niemal wszystkie ugrupowania uzyskały słabsze wyniki niż w wyborach w 2007. Znaczący wzrost poparcia odnotowali jedynie Prawdziwi Finowie.
W głosowaniu wcześniejszym wzięło udział około 1,25 mln wyborców (31,2% uprawnionych). Frekwencja wyniosła natomiast 70,4% (w porównaniu do 67,9% w 2007).

## Okręgi wyborcze
Deputowani zostali wybrani w 15 okręgach – w 14 wielomandatowych (mandaty przydzielono metodą d'Hondta) i w jednym jednomandatowym (Wyspy Alandzkie posiadające własny system partyjny).
|  | Map                                                  | Okręg wyborczy/Regiony | Nr | Liczba posłów |
|  | ---------------------------------------------------- | ---------------------- | -- | ------------- |
|  | Helsinki                                             | 01                     | 21 |               |
|  | Uusimaa                                              | 02                     | 35 |               |
|  | Finlandia Właściwa                                   | 03                     | 17 |               |
|  | Satakunta                                            | 04                     | 9  |               |
|  | Wyspy Alandzkie                                      | 05                     | 1  |               |
|  | Tavastia (Kanta-Häme i Päijät-Häme)                  | 06                     | 14 |               |
|  | Pirkanmaa                                            | 07                     | 18 |               |
|  | Kymi (Karelia Południowa i Kymenlaakso)              | 08                     | 12 |               |
|  | Etelä-Savo                                           | 09                     | 6  |               |
|  | Pohjois-Savo                                         | 10                     | 9  |               |
|  | Karelia Północna                                     | 11                     | 6  |               |
|  | Vaasa (Keski-Pohjanmaa, Etelä-Pohjanmaa i Pohjanmaa) | 12                     | 17 |               |
|  | Finlandia Środkowa                                   | 13                     | 10 |               |
|  | Oulu (Kainuu i Pohjois-Pohjanmaa)                    | 14                     | 18 |               |
|  | Laponia                                              | 15                     | 7  |               |

## Wyniki wyborów
|  | Partia                               | Głosy     | Procent (zmiana) | Procent (zmiana) | Mandaty (zmiana) | Mandaty (zmiana) |
|  | ------------------------------------ | --------- | ---------------- | ---------------- | ---------------- | ---------------- |
|  | Partia Koalicji Narodowej            | 599 138   | 20,4%            | −1,9             | 44               | 6                |
|  | Socjaldemokratyczna Partia Finlandii | 561 558   | 19,1%            | −2,3             | 42               | 3                |
|  | Prawdziwi Finowie                    | 560 075   | 19,1%            | +15,0            | 39               | 34               |
|  | Partia Centrum                       | 463 266   | 15,8%            | −7,3             | 35               | 16               |
|  | Sojusz Lewicy                        | 239 039   | 8,1%             | −0,7             | 14               | 3                |
|  | Liga Zielonych                       | 213 172   | 7,3%             | −1,2             | 10               | 5                |
|  | Szwedzka Partia Ludowa               | 125 785   | 4,3%             | −0,3             | 9                | –                |
|  | Chrześcijańscy Demokraci             | 118 453   | 4,0%             | −0,9             | 6                | 1                |
|  | Koalicja Wysp Alandzkich             | 8546      | 0,29%            | –                | 1                | –                |
|  |                                      |           |                  |                  |                  |                  |
|  | Partia Piratów                       | 15 103    | 0,50%            | +0,50            | 0                | –                |
|  | Komunistyczna Partia Finlandii       | 9232      | 0,30%            | -0,40            | 0                | –                |
|  | Inni                                 | 26 174    | 0,81%            | –                | 0                | –                |
|  | Razem                                | 2 939 571 | 100%             | –                | 200              | –                |

Źródła: